# Phrynosoma asio
Espèce
Synonymes
- Phrynosoma spinimentum Peters, 1874

Statut de conservation UICN

 LC  : Préoccupation mineure
Phrynosoma asio est une espèce de sauriens de la famille des Phrynosomatidae.

## Description
Il est considéré comme le plus gros lézard à cornes[réf. nécessaire], mesurant 15 cm sans la queue.

## Répartition
Cette espèce se rencontre :
- au Guatemala ;
- au Mexique dans les États d'Oaxaca, du Guerrero, du Michoacán, de Colima, du Chiapas et du Morelos.

## Publication originale
- Cope, 1864 : Contributions to the herpetology of tropical America. Proceedings of the Academy of Natural Sciences of Philadelphia, vol. 16, p. 166-181 (texte intégral).